# Ким Ый Гон
Ким Ый Гон (кор. 김의곤, р.24 января 1958) — южнокорейский борец вольного стиля, призёр Олимпийских и Азиатских игр.

## Биография
Родился в 1958 году. В 1978 году завоевал бронзовую медаль Азиатских игр. В 1984 году стал бронзовым призёром Олимпийских игр в Лос-Анджелесе.

## Государственные награды
- Орден «За спортивные заслуги» 2 класса Республики Корея — орден Отважного тигра (2 декабря 1988)
- Орден «За спортивные заслуги» 3 класса Республики Корея — орден Могучего слона (17 августа 1984)